# Bessemer (Michigan)
Bessemer è una city degli Stati Uniti d'America, capoluogo della contea di Gogebic dello stato del Michigan.